# Andorre aux Jeux olympiques de la jeunesse d'été de 2014
L'Andorre a participé aux Jeux olympiques de la jeunesse d'été de 2014 à Nankin en Chine du 16 au 28 août 2014. Il s'agit de sa 2e participation à des Jeux olympiques d'été de la jeunesse.
L'Andorre fait partie des pays qui ne remportent pas de médailles au cours de ces jeux. 
Les deux équipes de basket-ball (féminine et masculine) finissent chacun avant-dernier.
La canyoniste Laura Pellicer est éliminée dans l'épreuve de K1 sprint en quart de finale et ne passe pas le tour de qualification en K1 slalom. 
Le nageur Pol Arias Dourdet finit 30e en 400 m nage libre et 25e en 800 m nage libre.

## Préparation et arrivée au village olympique
La délégation andorrane pour ces Jeux olympiques est composée de 10 athlètes, 5 hommes et 5 femmes répartis dans 3 disciplines.

## Basket-ball
Andorre a qualifié les deux équipes masculine et féminine.
En plus d'un championnat de basket-ball classique, la compétition prévoit deux épreuves supplémentaire (Tirs pour les femmes et dunk pour les hommes).

### Femme

#### Tournoi
L'équipe féminine d'Andorre finit avant dernière du tournoi.

#### Tir
| Athlète             | Epreuve                 | Qualification | Qualification | Qualification | Finale        | Finale        | Finale        |
| Athlète             | Epreuve                 | Points        | Temps         | Classement    | Points        | Temps         | Classement    |
| ------------------- | ----------------------- | ------------- | ------------- | ------------- | ------------- | ------------- | ------------- |
| Claudia Brunet      | Concours de tir féminin | 3             | 27.4          | 42            | Non qualifiée | Non qualifiée | Non qualifiée |
| Anna Mana           | Concours de tir féminin | 5             | 28.2          | 15            | Non qualifiée | Non qualifiée | Non qualifiée |
| Laura Navarro       | Concours de tir féminin | 2             | 24.4          | 51            | Non qualifiée | Non qualifiée | Non qualifiée |
| Maria Vidal Segalas | Concours de tir féminin | 3             | 21.5          | 31            | Non qualifiée | Non qualifiée | Non qualifiée |

### Homme

#### Tournoi
L'équipe d’Andorre finit avant dernière du tournoi.

### Canoë-Kayak
| Athlète              | Épreuve   | Qualification | Qualification | Repêchage | Repêchage | 16e de finale | 16e de finale | Quart de finale       | Demi finale       | Finale / BM       | Classement |
| Athlète              | Épreuve   | Time          | Rank          | Time      | Rank      | Time          | Rank          | Opposition Result     | Opposition Result | Opposition Result | Classement |
| -------------------- | --------- | ------------- | ------------- | --------- | --------- | ------------- | ------------- | --------------------- | ----------------- | ----------------- | ---------- |
| Laura Pellicer Chica | K1 slalom | 2:58.190      | 19 R          | 2:38.001  | 10        | Non qualifiée | Non qualifiée | Non qualifiée         | Non qualifiée     | Non qualifiée     | 18         |
| Laura Pellicer Chica | K1 sprint | 1:22.434      | 8 Q           | NC        | NC        | 1:21.575      | 8 Q           | Selina Jones 1:26.330 | Non qualifiée     | Non qualifiée     | 5          |

### Natation
| Athlète           | Discipline       | Tour préliminaire | Tour préliminaire | Final        | Final        |
| Athlète           | Discipline       | Time              | Rank              | Time         | Rank         |
| ----------------- | ---------------- | ----------------- | ----------------- | ------------ | ------------ |
| Pol Arias Dourdet | 400 m nage libre | 4:11.13           | 30                | Non qualifié | Non qualifié |
| Pol Arias Dourdet | 800 m nage libre | NC                | NC                | 8:47.46      | 25           |